# Olho-d'Água do Borges
Olho-d'Água do Borges è un comune del Brasile nello Stato del Rio Grande do Norte, parte della mesoregione dell'Oeste Potiguar e della microregione di Umarizal.